# Ищван Буриан
Ищван или Стефан Буриан (на унгарски: Rajeczi gróf Burián István, на немски: Stephan Burián von Rajecz) е австроунгарски аристократ от унгарски произход, граф, политик и дипломат. Той е представител на Австро-Унгария в Княжество България от 1887 до 1895 година, имперски външен министър през Първата световна война.

## Биография

### Кариера
Стефан Буриан фон Райец е роден в Стомфа, Кралство Унгария (сега Ступава, Словакия) на 16 януари 1851 година в старо унгарско благородническо семейство. В 1891 година се жени за Олга, дъщеря на генерал Геза Комлош-Керестеш, който за кратко служи като унгарски министър-президент.
Буриан постъпва в консулския отдел на австро-унгарската външна служба след дипломирането си в Консулската академия. След това служи в Александрия, Букурещ, Белград и София. От 1882 до 1886 година ръководи генералното консулство в Москва, преди да бъде назначен за генерален консул в София от 1887 до 1895 година, след това служи като министър в Щутгарт от 1896 до 1897 година и в Атина от 1897 до 1903 година, което му спечелва репутацията на експерт по Балканите. В 1900 година той е повишен в ранг барон.
През юли 1903 година барон Буриан е назначен от император Франц Йосиф I като общ министър на финансите на Австро-Унгария, заменяйки починалия Бенямин Калай фон Над-Кало, който заема поста от 1882 година. Докато Имперското финансово министерство отговаря само за финансирането на общите аспекти на Двойната монархия, тоест външната политика, армията и флота, администрацията на кондоминиума Босна и Херцеговина попада под негова отговорност след анексията в 1908 година. Буриан управлява двете територии със сравнително мека ръка и се опитва да осигури на населението по-голям глас в имперската администрация. Неговият помирителен подход обаче не успява да успокои страната и само му печели гнева на колегите му бюрократи. Буриан напуска поста през февруари 1912 година, тъй като му е все по-трудно да помирява различните фракции.
През юни 1913 година барон Буриан е назначен за министър до краля на Унгария, тоест за унгарски министър във Виенския двор, най-близката връзка между Двор и Будапеща. В позицията си на унгарски емисар във Виена, той успешно посредничи между външния министър граф Леополд Берхтолд и унгарския министър-президент граф Ищван Тиса по време на Юлската криза.

### Първа световна война
През януари 1915 година външният министър на Австро-Унгария граф Берхтолд е притиснат от Германия да направи териториални отстъпки на Италия за да се запази неутралитета на тази страна. Когато Берхтолд се съгласява с германското предложение, той е принуден от хардлайнерите да напусне поста си на 13 януари 1915 година. Името на барон Буриан е предложено като наследник на Берхтолд от граф Тиса, който е близък приятел и съюзник на Буриан. Предложението е прието, макар и неохотно, от император Франц Йосиф.
Барон Буриан възнамерява да повиши престижа на монархията и да постигне паритет с Германия, но също така да преговаря за мир с помощта на Съединените щати. Второто му начинание се проваля след като Германия обявява в 1916 година, че възнамерява да започне пълна подводна война, което кара САЩ да се подготвят за война.
Относително умерен, Буриан първоначално се съпротивлява на германския натиск за териториални отстъпки като цена за поддържане на неутралитета на Италия, въпреки че след поражението при Пжемишъл през март 1915 година започва да се колебае. През май 1915 година Италия се присъединява към Антантата и обявява война на Централните сили. Смятан за протеже на граф Тиса, Буриан се оказа много по-твърд в съпротивата на германския натиск за териториални отстъпки на Румъния за сметка на Унгария. Това довежда до влизането на Румъния на страната на Антантата през август 1916 година. Барон Буриан се противопоставя на плана да се предложат огромни територии на България, но успява да спечели България на страната на Централните сили през октомври 1915 година и така осигурява по-здрави връзки с Османската империя.
Барон Буриан настоява Германия да третира Австро-Унгария като равна във всички военни, икономически и политически действия, което само антагонизира германското обществено мнение. Той се противопоставя на политиката на Германия за неограничена подводна война, настоява за запазване на контрола на Австро-Унгария на Балканския фронт и изисква признаване на интересите на Австро-Унгария в Полша. Въпреки това той разполага с все по-малко материални ресурси, с които да подкрепи претенциите си за равенство с Германия. Той допълнително разгневява Германия и нейните военни лидери, като предлага мирен план, който призовава към възстановяването на независима Белгия и връщането на всички окупирани френски територии в замяна на признаване на правата на Германия и Австро-Унгария в Източна Европа. В резултат на това мирно предложение той е принуден да подаде оставка през декември 1916 година, което отразява степента на германския контрол върху имперската политика. Буриан е заменен от граф Отокар Чернин и се връща да служи като министър на финансите на Империята.
След Аферата Сикстус, позицията на граф Чернин е разклатена и на 15 април 1918 година барон Буриан е отново повикан от император Карл I като имперски външен министър с инструкции да преговаря за прекратяване на войната при благоприятни условия. Буриан търси компромисно мирно споразумение, курс, който той последователно е защитавал, но влошаващата се военна ситуация на Австро-Унгария му предоставя малко поле за маневриране, изправен пред нарастващи спорове с германския съюзник. Той подписва мирния договор с Финландия на 29 май 1918 година във Виена.
На 14 септември 1918 година барон Буриан отправя публичен призив към всички нации да прекратят войната чрез дипломатически преговори. На 5 октомври той и германският канцлер искат участието на президента Уилсън в мирни преговори въз основа на неговите Четиринадесет точки. В рамките на седмици той разбира слабото състояние на австро-унгарската армия и че Германия няма да се съгласи на безусловната капитулация, поискана от Съюзниците и подава оставка на 24 октомври, осъзнавайки, че нищо не може да попречи на разпадането на Австро-Унгария. Наследен е от граф Дюла Андраши Младши и така става предпоследният външен министър на Двойната монархия. За заслугите си Буриан е издигнат в ранг граф в 1918 година.

### Последни години
Граф Буриан не участва активно в дипломацията или политиката след войната и прекарва останалите си години в писане на своите военни мемоари, които са публикувани посмъртно на немски като „Три години от времето на моята служба през войната“ (Drei Jahre aus der Zeit meiner Amtsfuhrung im Kriege) през 1923 година.
Граф Буриан умира на 20 октомври 1922 година и е погребан на централното гробище на Виена.
По време на войната граф Буриан се опитва да балансира между няколко понякога противоречиви стремежи: спечелване на войната, запазване на статута на Австро-Унгария и защита на позицията на Унгария в рамките на Двойната монархия. Задача, която не е на практика непосилна. Смятан е за сериозен, легалистичен и лишен от въображение - черти, които го правят подходящ за бюрокрацията и императорския кабинет. Според някои историци именно неговата твърдост и педантичност го правят лош избор за ръководител на австро-унгарската дипломация в такъв решаващ период като Първата световна война, който изисква голяма гъвкавост.
Авторът на книгата от 2014 година „Австро-унгарските военни цели на Балканите по време на Първата световна война“ (Austro-Hungarian War Aims in the Balkans during World War I) Марвин Бенджамин Фрийд от Лондонското училище по икономика и политически науки, предлага подобна, но по-благоприятна оценка: „Въпреки че беше критикуван като доктринер, негъвкав и балканист без широк кръгозор, Буриан имаше ясна визия за защита на престижа, целостта и силата на Австро-Унгария, която той беше решен да поддържа пред комбинирания вътрешен и външен натиск“.